# Qeshlāq-e Dehnow
Qeshlāq-e Dehnow (persiska: قِشلاقِ دِهنُو, قِشلاق, قِشلاقِ خِير آباد) är en ort i Iran.   Den ligger i provinsen Hamadan, i den nordvästra delen av landet, 290 km sydväst om huvudstaden Teheran. Qeshlāq-e Dehnow ligger 1 961 meter över havet och antalet invånare är 405.
Terrängen runt Qeshlāq-e Dehnow är kuperad åt nordväst, men åt sydost är den platt.Runt Qeshlāq-e Dehnow är det ganska tätbefolkat, med 104 invånare per kvadratkilometer. Närmaste större samhälle är Tūyserkān, 12,2 km väster om Qeshlāq-e Dehnow. Trakten runt Qeshlāq-e Dehnow består i huvudsak av gräsmarker.